# جوناتان بيترويبا
جوناثان بيترويبا (بالفرنسية: Jonathan Pitroipa)‏ هو لاعب كرة قدم بوركيني من مواليد (12 أبريل 1986) في واغادوغو.

بدأ مشواره الرياضي مع نادي بلانيت شانبيون في واغادوغو ثم التحق بنادي فرايبورغ الألماني في 2004 ومكث فيه أربع سنوات. وبعد انقضاء مدة عقده انضم إلى صفوف نادي هامبورغ لكنه رغم تميزه بالسرعة لم يتألق كثيرا في هذا الفريق إذ لم يسجل سوى ستة أهداف في أربع وسبعين مقابلة شارك فيها. وفي 11 يوليو 2011 انتقل إلى نادي رين الفرنسي الذي وقع معه عقدا لأربع سنوات ولعب بعدها لأندية الجزيرة والنصر في الإمارات .
وعلى الصعيد الدولي شارك بيترويبا مع منتخب بوركينا فاسو في كأس الأمم الإفريقية في 2010 و2012.

## روابط خارجية
- جوناتان بيترويبا على موقع الاتحاد الدولي (مؤرشف)  (الإنجليزية)
- جوناتان بيترويبا على موقع الاتحاد الأوربي (الإنجليزية)
- جوناتان بيترويبا على موقع رابطة كرة القدم الفرنسية للمحترفين (الإنجليزية)
- جوناتان بيترويبا على موقع قاعدة بيانات كرة القدم.إي يو (الإنجليزية)
- جوناتان بيترويبا على موقع بيانات كرة القدم. دي إي (الألمانية)
- جوناتان بيترويبا على موقع ليكيب (الفرنسية)
- جوناتان بيترويبا على موقع ناشيونال فوتبول تيمز (الإنجليزية)
- جوناتان بيترويبا على موقع Soccerway.com (الإنجليزية)
- جوناتان بيترويبا على موقع عالم كرة القدم.نت (الإنجليزية)
- جوناتان بيترويبا على موقع AS.com (الإسبانية)